# Shontelle
Shontelle Layne (født 4. oktober 1985), bedre kendt som Shontelle, er en pop- og R&B-sangerinde fra Barbados. Hun udgav sit debutalbum Shontelligence i november 2008. Hendes andet album No Gravity udkom i september 2010. 
Shontelles store gennembrud var med singlen "Impossible", og hun medvirker desuden senest på nummeret "I'm In Love" på Katos album.

## Diskografi

### Album
- Shontelligence (2008)
- No Gravity (2010)

### Singler
- 2008: "T-Shirt"
- 2009: "Stuck with Each Other" (featuring Akon)
- 2009: "Battle Cry"
- 2010: "Impossible"
- 2011: "Perfect Nightmare"